# 山之口駅
山之口駅（やまのくちえき）は、宮崎県都城市山之口町花木にある、九州旅客鉄道（JR九州）日豊本線の駅である。事務管コードは▲940509。
旧・山之口町の中心駅。

## 歴史

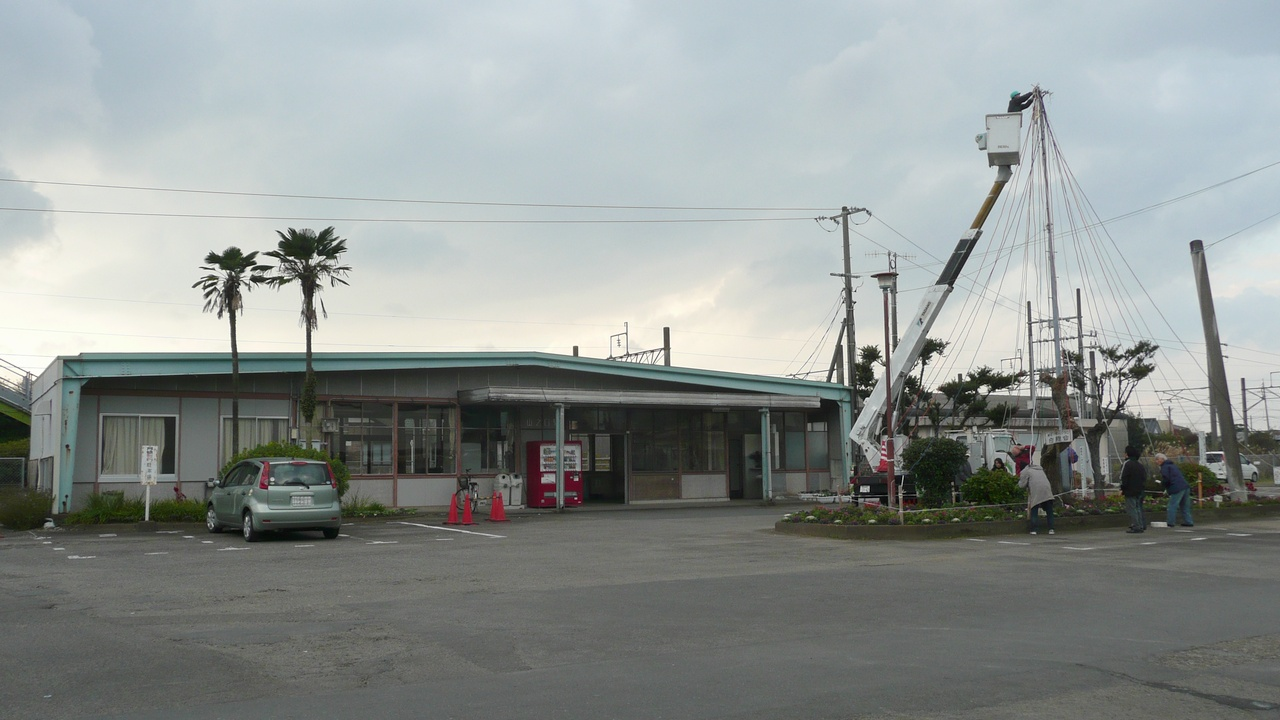
1964年から2023年までの2代目駅舎（2008年撮影）

- 1914年（大正3年）8月15日：開業[1][3]。初代駅舎も開業にあわせて建設される[4]。
- 1935年（昭和10年）11月11日-12日：沿線で陸軍特別大演習が実施される、昭和天皇乗車のお召し列車が都城駅 - 山之口駅間で運行[5]。
- 1964年（昭和39年）11月：鉄道開通50周年にあわせて2代目駅舎を建設[4]。
- 1971年（昭和46年）2月1日：貨物営業廃止[3]。
- 1974年（昭和49年）：駅前広場の舗装が完了[4]。
- 1984年（昭和59年）2月1日：荷物扱い廃止[3]。
- 1985年（昭和60年）3月14日：無人駅となる[6]。
- 1987年（昭和62年）4月1日：国鉄分割民営化により、九州旅客鉄道（JR九州）の駅となる[3]。
- 2022年（令和4年）4月1日：宮崎支社の発足により、鹿児島支社から同支社へ移管[7]。
- 2024年（令和6年）6月1日：3代目駅舎（山之口駅観光スポーツ交流センター）の運用を開始[8]。

### 今後の予定
- 2024年内 - ホームへ向かう跨線橋を撤去し、平面踏切を整備[8]。

## 駅構造

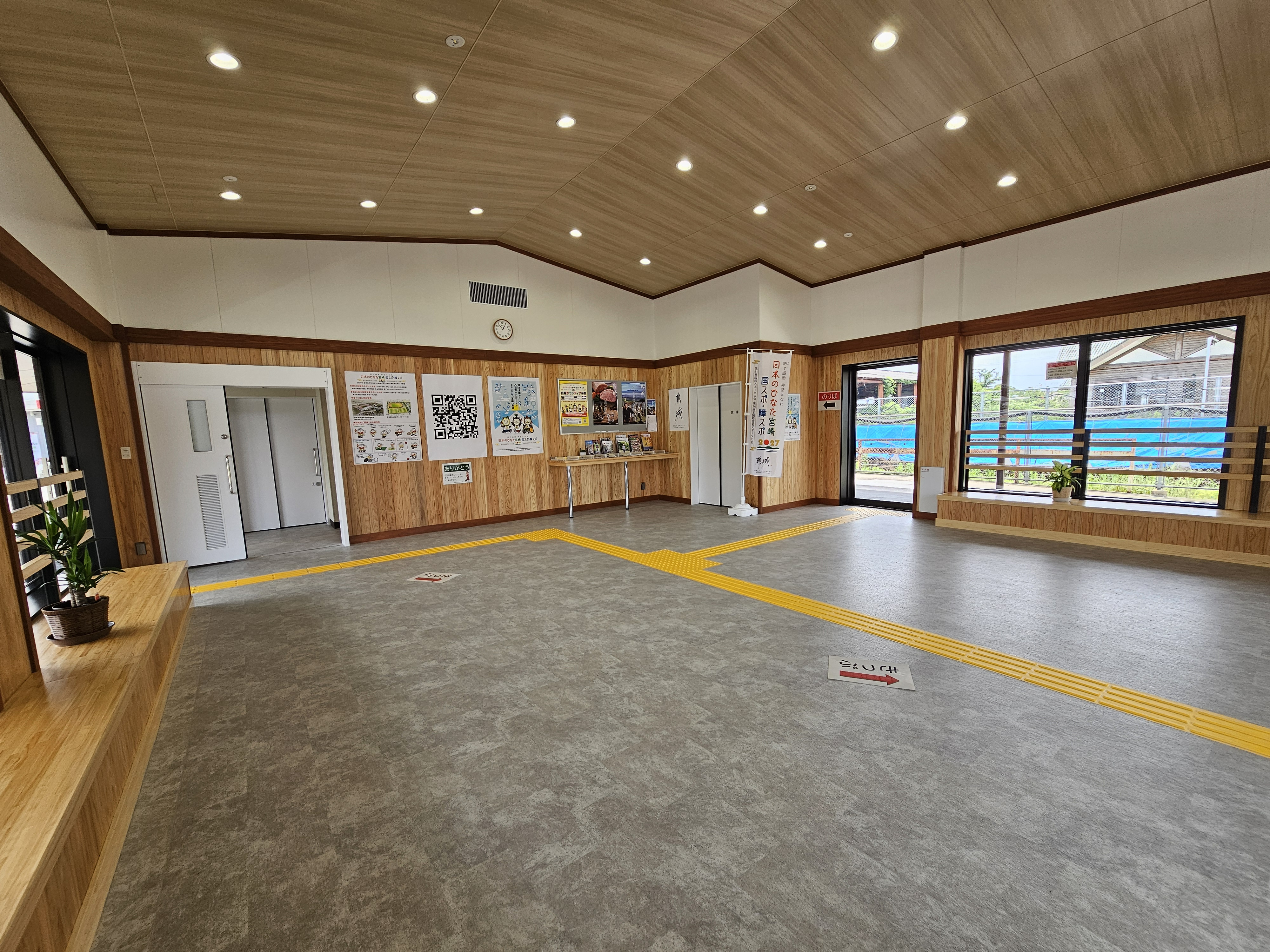
3代目駅舎内部

島式ホーム1面2線を持つ地上駅で跨線橋を有する。無人駅である。当駅には自動券売機が設置されている。
2024年6月からの駅舎（3代目駅舎）は、山之口駅が2027年の開催が予定されている国民スポーツ大会（旧：国民体育大会）のメイン会場となる新県立陸上競技場の最寄り駅（玄関口）となることから、都城市が「山之口駅観光スポーツ交流センター」として2023年9月より整備したもの。整備費は1億1800万円で半額は国からの補助金で賄われた。駅舎は鉄骨平屋建て、待合室の壁面は宮崎県産スギ材を使用、床面積は187平方メートルである。また、従来（2023年まで）の駅舎はトイレが男女共用だったが、新駅舎では男女別に加えて多目的トイレも設けている。

### のりば
| のりば | 路線      | 方向 | 行先                 |
| ------ | --------- | ---- | -------------------- |
| 1      | ■日豊本線 | 下り | 都城・鹿児島中央方面 |
| 2      | ■日豊本線 | 上り | 南宮崎・宮崎方面     |

## 利用状況
近年の1日平均乗車人員は以下の通り。
| 年度   | 1日平均 乗車人員 |
| ------ | ---------------- |
| 1996年 | 329              |
| 1997年 | 323              |
| 1998年 | 327              |
| 1999年 | 305              |
| 2000年 | 277              |
| 2001年 | 270              |
| 2002年 | 245              |
| 2003年 | 256              |
| 2004年 | 243              |
| 2005年 | 240              |
| 2006年 | 210              |
| 2007年 | 188              |
| 2008年 | 190              |
| 2009年 | 181              |
| 2010年 | 193              |
| 2011年 | 197              |
| 2012年 | 190              |
| 2013年 | 194              |
| 2014年 | 188              |
| 2015年 | 194              |

## 駅周辺

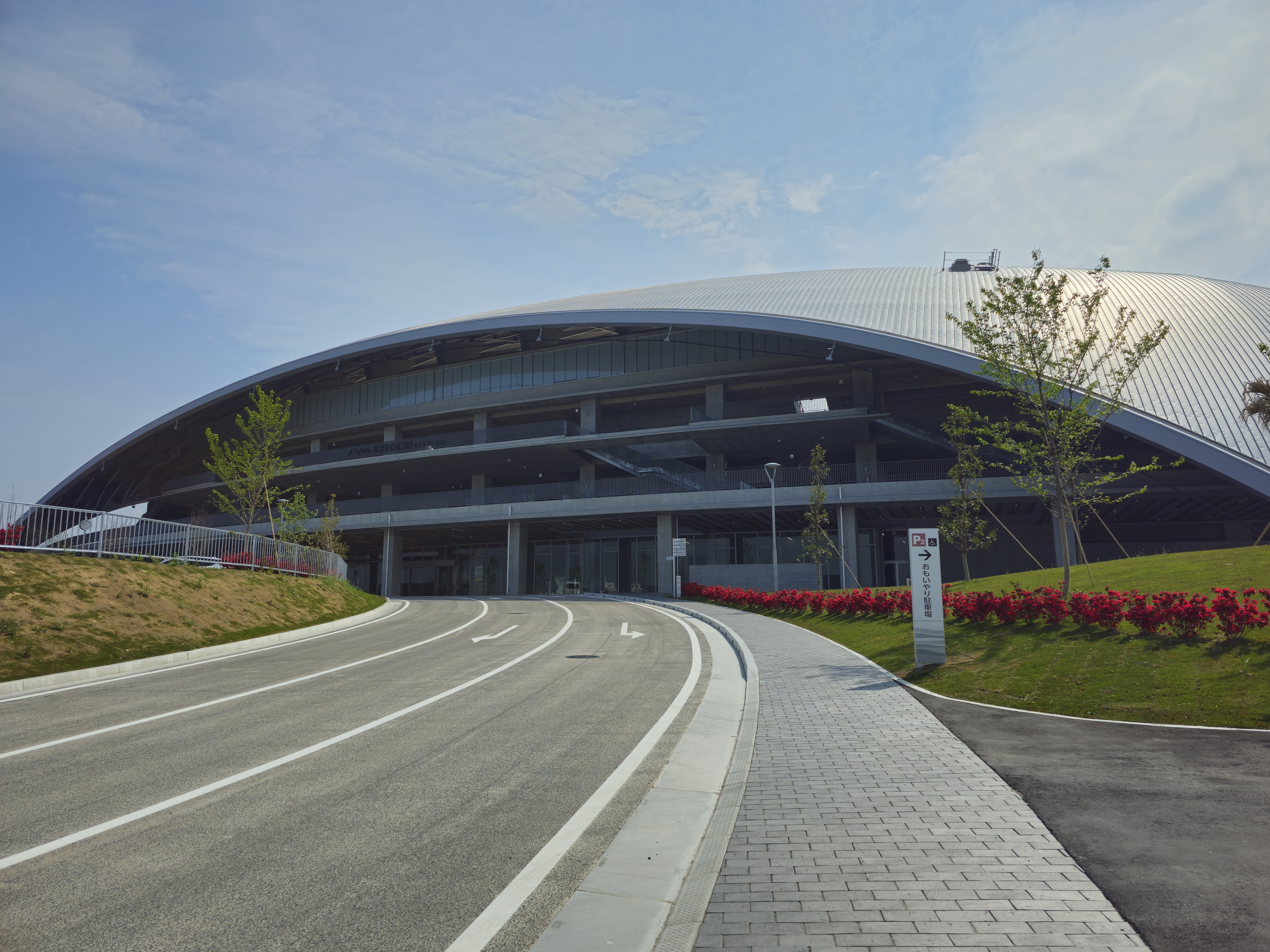
宮崎県山之口陸上競技場（クロキリスタジアム、2025年4月）

- 都城市役所 山之口総合支所（旧・山之口町役場）
- 都城市立山之口小学校
- 山之口郵便局
- 都城市山之口運動公園 - 2027年に開催が予定されている国民スポーツ大会の開閉会式・陸上競技会場となる宮崎県山之口陸上競技場がある。
- 国道269号
- 宮崎自動車道

## 隣の駅
九州旅客鉄道（JR九州）
■日豊本線
- 特急「きりしま」一部停車駅

田野駅 - （門石信号場） - 青井岳駅（※） - （楠ヶ丘信号場） - 山之口駅 - 餅原駅
（※）一部の列車は青井岳駅を通過する。